# Малая Мушерань
Малая Мушерань (мар. Изи Маршан) — деревня в Моркинском районе Республики Марий Эл. Входит в состав Себеусадского сельского поселения.

## География
Находится в юго-восточной части республики Марий Эл на расстоянии приблизительно 20 км по прямой на северо-запад от районного центра посёлка Морки.

## История
Известна с 1774 года. В 1825 году здесь насчитывалось 164 души мужского пола. В 1872 году в деревне находилось 29 домов. В 1886 году здесь числилось 266 человек, большинство мари. В начале XX века в деревне было 47 дворов, проживали 288 человек, в 1924 году 240 человек. В 1949 году в деревне было 44 двора, 189 человек, в 1959 году 196 человек, в 1980 году 32 хозяйства, 165 жителей. В советское время работали колхозы «Юбилей», «Москва», «Правда», «Дружба».

## Население
Население составляло 107 человек (мари 100 %) в 2002 году, 86 в 2010.